# Concilio de Roma (449)
En octubre del año 449 se celebró en Roma un concilio compuesto de un considerable número de obispos, para representar todo el Occidente. 
En él se condenó todo lo que se había hecho el mismo año en el Salteamiento de Éfeso. Se escribieron muchas cartas en nombre de san León y del Concilio. En la del emperador Teodosio, se queja el papa de la violencia de Dióscoro y de la irregularidad del Concilio de Éfeso. Dice esta carta que se han desechado a unos e introducido a otros, que han entregado sus manos cautivas para hacer al gusto de Dióscoro estas suscripciones impías - impiis subscriptionibus captivas manus dederunt - sabiendo que perderían su dignidad si no obedecian. 
Nuestros Legados lo han resistido constantemente. Después ruega al emperador, en vista de la reclamamación de muchos obispos, principalmente la del obispo Flaviano y la disposición de los cánones de Nicea, que ordene la celebración de un Concilio General en Italia para quitar todas las dudas sobre la fe.